# Svetozar Pribićević
Svetozar Pribićević (26. října 1875 Kostajnica – 15. září 1936 Praha) byl chorvatsko-srbský politik v časech království Srbů, Chorvatů a Slovinců. Angažoval se v politice jihoslovanského státu již v dobách jeho rané existence, založil Samostatnou demokratickou stranu a byl jedním ze zakladatelů Demokratické strany. V několika vládách první poloviny 20. let zastával pozice ministrů (vnitřních záležitostí, osvěty).
Politicky zastával postoje nejprve centralistické, souhlasil s tezí, že Chorvati a Srbové jsou jeden národ s dvěma plemeny. Názorově stál naproti Stjepanu Radičovi. Všechny chorvatské návrhy decentralizace státu odmítal, neboť zdůrazňoval, že to byli právě Srbové a srbská armáda, která Chorvatsko v podstatě osvobodila. Později se ale jeho postoje vzhledem k situaci mění Po převratu v lednu 1929, kdy se chopil moci král začal s ostrou kritikou moci, což ho přineslo v tehdejším totalitním zřízení do problémů. Byl internován v Brusu, v Srbsku, vzhledem k horšícímu zdraví byl ale převezen zpět do Bělehradu a po československé intervenci mu bylo nakonec umožněno odejít ze země. Během svého pobytu v emigraci v Paříži napsal kritický spis (La dictature du roi Alexandre - diktatura krále Alexandra). V něm se přimluvil za federalizaci Jugoslávie a za nezbytnost republikánského státního zřízení.